# Carson (Észak-Dakota)
Carson település az Amerikai Egyesült Államok Észak-Dakota államában, Grant megyében, melynek megyeszékhelye is. Lakosainak száma 254 fő (2020. április 1.).

## Népesség
A település népességének változása:

| 2010 | 293 |
| 2020 | 254 |